# Касимов, Валерий Габдулхаевич
Ва́лерий Габдулха́евич Каси́мов (род. 29 марта 1952, Свидница) — советский и российский пианист, композитор, педагог. Кандидат педагогических наук, профессор Глазовского педагогического института, Заслуженный деятель искусств Удмуртской республики, Заслуженный работник культуры Удмуртской республики, Почётный работник высшего профессионального образования Российской Федерации.

## Биография
Родился 29 марта 1952 года в Польской Свиднице. В 1971 году окончил Ижевское музыкальное училище, в 1976 году — Уфимский государственный институт искусств.
В 1977 году начал работать в Глазовском педагогическом институте в должности старшего преподавателя. В 1986 году окончил аспирантуру Московского педагогического университета. В 1992 году получил звание доцента в Глазовском педагогическом институте, с 1989 года там же заведовал кафедрой теории и истории музыки и музыкальных инструментов.
В 2003 году В. Г. Касимову было присвоено звание профессора, в этом же году он был назначен деканом музыкально-педагогического факультета ГГПИ. С 2010 года там же занимает должность заведующего кафедрой музыкального образования.

## Научная и музыкальная деятельность
В область научных интересов В. Г. Касимова входит разработка методов подготовки профессиональных музыкантов. Он является автором более 50 научных и учебно-методических изданий, а также редактором научных сборников и материалов конференций. Входит в редколлегию журнала «Вестник педагогического опыта» (серия «Музыкальное образование»).
С 1971 года В. Г. Касимов также занимается исполнительской и композиторской деятельностью. За это время он дал более 500 концертов в городах России. Является организатором всероссийских и региональных профессиональных музыкальных конкурсов студентов-пианистов, а также членом жюри всероссийских и городских конкурсов профессиональных исполнителей. Среди учеников В. Г. Касимова более 20 лауреатов и дипломантов международных, всероссийских и республиканских конкурсов.

## Награды и звания
- Почётная грамота Президиума Верховного Совета УАССР (1980)[1]
- Заслуженный работник культуры Удмуртской республики (1993)[1][2]
- Заслуженный деятель искусств Удмуртской республики (1995)[1][2]
- Дипломом I степени конкурса композиторов (1996)[2]
- Лауреат республиканского конкурса концертмейстеров-преподавателей (1998)[2]
- Почётный работник высшего профессионального образования Российской Федерации[2]

## Сочинения
Музыкальные произведения
- «Романтическая фантазия» по роману М. Булгакова «Мастер и Маргарита»
- Концерт для одного фортепиано «Бах-Вивальди»
- Цикл прелюдий «Капли»
- «Соната в современном стиле»
- Музыка к повести «Чёрный монах»

Публикации
- Принципы развития художественной техники пианиста. Глазов, 1990
- Психологические особенности предконцертной подготовки учащихся-музыкантов // Сб. науч. тр. «Творчество в педагогической деятельности». Глазов, 1992
- История и теория исполнительства. Глазов, 2002.
- Принципы развития художественной техники пианиста. Особенности применения новых музыкальных технологий в процессе формирования системного музыкального знания учащихся-музыкантов // Современное музыкальное образование, 2005: Материалы международной научно-практической конференции. СПб., 2005.

Доклады на конференциях
- Касимов, В. Г. Технология развития художественной техники пианиста / В. Г. Касимов // Современные научные исследования: теория и практика : Материалы Международной (заочной) научно-практической конференции, София, Болгария, 24 марта 2018 года / под общей редакцией А. И. Вострецова. — София, Болгария: Научно-издательский центр «Мир науки», 2018. — С. 325—331.
- Теория и практика подготовки учителей музыки к профессиональной деятельности // XIX Международная научно-практическая конференция «Современное музыкальное образование». СПб, 2020.
- Теория и практика подготовки учителей музыки к концертно-просветительской деятельности / В. Г. Касимов // Проблемы школьного и дошкольного образования : материалы XII Всероссийской научно-практической конференции (с международным участием), Глазов, 22-26 марта 2021 года. — Глазов: Глазовский государственный педагогический институт имени В. Г. Короленко, 2021. — С. 207—210.